# Cryptandromyces geniculatus
Cryptandromyces geniculatus är en svampart som beskrevs av Thaxt. 1912. Cryptandromyces geniculatus ingår i släktet Cryptandromyces och familjen Laboulbeniaceae.   Inga underarter finns listade i Catalogue of Life.